# Vromance
Vromance (kor. 브로맨스, zapis stylizowany: VROMANCE) – południowokoreański boysband założony w 2016 roku przez RBW. Grupa oficjalnie zadebiutowała 17 lipca 2016 roku, wydając minialbum The Action. W skład zespołu wchodzą: Park Jang-hyun, Park Hyun-kyu, Yoon Eun-o oraz Lee Hyun-seok.

## Historia

### Przed debiutem
Przed debiutem czwórka członków zespołu pracowała jako trenerzy wokalni koreańskich idoli popowych i nagrywali piosenki przewodnie dla piosenkarzy. W sierpniu 2011 roku przyszły lider grupy Park Jang-hyun uczestniczył w talent show Superstar K3, ale ostatecznie został wyeliminowany. W następnym roku podpisał kontrakt z RBW (ówcześnie WA Entertainment). Park Jang-hyun i Park Hyun-kyu nagrali „Love Is...” do ścieżki dźwiękowej serialu Spadkobiercy stacji SBS z 2013 roku. 4 lutego 2016 roku Park Jang-hyun współpracował z Huh Gakiem przy piosence „Already Winter” (kor. 벌써 겨울). W czerwcu 2016 roku RBW ogłosiło, że utworzy nową grupę wokalną składającą się z czterech członków – VROMANCE.

### 2016–2017: Debiut zThe Action,RomanceorazMix Nine
VROMANCE zadebiutowali 17 lipca 2016 roku, wydając minialbum The Action z głównym singlem „She” (kor. 여자 사람 친구).
14 września wydali swój pierwszy cyfrowy singel „Fishery Management” (kor. 어장관리), który został określony jako piosenka w średnim tempie, z dźwiękami rytmicznej gitary i genialnym refrenem.
Drugi album zespołu, zatytułowany Romance, ukazał się 6 stycznia 2017 roku. Płytę promował singel „I'm Fine”, który został opisany jako podnosząca na duchu i tradycyjna ballada. Dzień przed premierą płyty odbył się showcase.
14 marca ukazał się drugi cyfrowy singel „Moningkol” (kor. 모닝콜). 31 marca wydali piosenkę „I Fall In Love” (kor. 사랑에 빠진 걸까요) jako część ścieżki dźwiękowej do serialu Himssen-yeoja Do Bong-soon.
W październiku 2017 roku Park Hyun-kyu i Lee Chan-dong wzięli udział w programie survivalowym YG Entertainment – Mix Nine, w którym konkurowali z uczestnikami z innych firm, aby zdobyć miejsce w nowej grupie projektowej YGE. Zostali jednak wyeliminowani w 10 odcinku.

### Od 2018
Pierwszym wydawnictwem w 2018 roku był cyfrowy singel „Flower” (kor. 꽃) z ich projektu „Confession Trilogy”, który ukazał się 17 stycznia. 21 lutego zespół opublikował kolejną balladę pt. „Star” (kor. 별), do piosenki został nagrany teledysk. Ostatnim utworem z projektu był „Oh My Season” (kor. 오 나의 계절), który został wydany 6 kwietnia; piosenka była promowana przez Vromance w programach muzycznych.
25 maja wydali piosenkę do ścieżki dźwiękowej koreańskiej adaptacji amerykańskiego serialu telewizyjnego Suits, zatytułowaną „Now”.
3 sierpnia ukazał się cyfrowy singel „Basic Instinct” (kor. 원초적 본능), który nie otrzymał teledysku ani promocji.
1 marca 2019 roku został wydany kolejny cyfrowy singel „Unlike” (kor. 같은 밤 다른 느낌).
26 czerwca 2019 roku RBW ogłosiło, że Vromance powrócą z nowym wydawnictwem – piosenką „You Can Rely On Me” (kor. 내게 기대어도 돼). Singel miał swoją premierę 27 czerwca. W jego przygotowaniu uczestniczyli wszyscy czterej członkowie grupy.
Park Jang-hyun rozpoczął obowiązkową służbę wojskową 26 kwietnia 2019 roku, Park Hyun-kyu zaciągnął się na początku czerwca, a Lee Chan-dong – 5 sierpnia. Lee Hyun-seok rozpoczął obowiązkową służbę wojskową jako ostatni 21 marca 2021 roku.
15 grudnia 2019 roku ukazał się cyfrowy singel pt. „The Cure” (kor. 치료가 필요한 사람). Wszyscy czterej członkowie wzięli udział w nagraniu piosenki. 22 czerwca 2020 roku zespół wydał kolejny singel pt. „Always you”, również nagrany przez wszystkich członków. Dwa dni po premierze do piosenki zostało wydane „lyrics video”.

## Członkowie
| Imię                                 | Imię            | Data urodzenia      | Pozycja      |
| Latynizacja                          | Hangul          | Data urodzenia      | Pozycja      |
| ------------------------------------ | --------------- | ------------------- | ------------ |
| Park Jang-hyun                       | 박장현          | 6 czerwca 1989(dts) | lider, wokal |
| Park Hyun-kyu                        | 박현규          | 11 lutego 1991(dts) | wokal        |
| Yoon Eun-o (wcześniej Lee Chan-dong) | 윤은오 (이찬동) | 20 lipca 1992(dts)  | wokal        |
| Lee Hyun-seok                        | 이현석          | 26 maja 1994(dts)   | wokal        |

## Dyskografia

### Minialbumy
| Rok        | Dane dot. albumu                                                                                       | Najwyższa pozycja | Sprzedaż    |
| Rok        | Dane dot. albumu                                                                                       | KOR               | Sprzedaż    |
| Koreańskie | Koreańskie                                                                                             | Koreańskie        | Koreańskie  |
| ---------- | --- | ----------------- | ----------- |
| 2016       | The Action - Wydany: 12 lipca 2016 - Wytwórnia: RBW, LOEN Entertainment - Format: CD, digital download | 28                | - KOR: 567+ |
| 2017       | Romance - Wydany: 6 stycznia 2017 - Wytwórnia: RBW, LOEN Entertainment - Format: CD, digital download  | 32                | - KOR: 657+ |

### Single
- „She” (kor. 여자 사람 친구) (2016)
- „Fishery Management” (kor. 어장관리) (2016)
- „I'm Fine” (2017)
- „Wake Up Call” (kor. 모닝콜) (2017)
- „Flower” (kor. 꽃) (2018)
- „Star” (kor. 별) (2018)
- „Oh My Season” (kor. 오 나의 계절) (2018)
- „Basic Instinct” (kor. 원초적 본능) (2018)
- „Unlike” (kor. 같은 밤 다른 느낌) (2019)
- „You Can Expect Me” (kor. 내게 기대어도 돼) (2019)
- „The Cure” (kor. 치료가 필요한 사람) (2019)

Współpraca
- „Already Winter” (razem z Huh Gak) (2015)

Ścieżki dźwiękowe
| Rok  | Tytuł                                                      | Najwyższa pozycja | Album                          | Członkowie           |
| ---- | ---------------------------------------------------------- | ----------------- | ------------------------------ | -------------------- |
| 2013 | „Love Is...”                                               | 69                | The Heirs OST                  | Jang-hyun & Hyun-kyu |
| 2013 | „Two People” (kor. 두 사람)                                | 65                | The Heirs OST                  | Jang-hyun            |
| 2013 | „Love Is...” (acoustic ver.)                               | —                 | The Heirs OST                  | Hyun-kyu             |
| 2017 | „I Fall In Love” (kor. 사랑에 빠진 걸까요)(feat. Obroject) | 99                | Himssen-yeoja Do Bong-soon OST | Wszyscy              |
| 2017 | „Full of Wonders” (kor. 신비로운 걸)                       | —                 | Man to Man OST                 | Wszyscy              |
| 2018 | „Now”                                                      | —                 | Suits OST                      | Wszyscy              |